# Per Bendix
Per Bendix (født 1940) er en forhenværende dansk politiker.
Han ville først være landmand, men skiftede spor og blev student. 1968 blev han cand.scient.pol. fra Aarhus Universitet på specialet Forsvarsspørgsmålet som led i Det konservative Folkepartis politik i mellemkrigstiden) og blev adjunkt. 1963-65 var han formand for Konservativ Ungdom, og 1966-68 og 1971-75 sad Bendix i Folketinget for Det Konservative Folkeparti. Modsat mange af sine partifæller mistede han således ikke sig mandat ved jordskredsvalget. Han bidrog til bogen Decembervalget 1973: Hvorfor gik det sådan.... : Hvorhen førte det.... : 3 analyser (1974).
Han har haft en alsidig karriere, og tidligere drev han Bendix Vine i Hillerød. Siden har Per Bendix arbejdet i forskellige sammenhænge i eget konsulentfirma. 
Per Bendix fik en bøde for at have overtrådt loven i sit virke som konsulent for Viasat A/S, og han var også konsulent for det fallerede Køge Park-projekt i regi af Køge Kommune. I den forbindelse blev der rettet kraftig kritik af hans rolle som ekstern idémand og konsulent, navnlig for hans honorar på 4 mio. kr.  Per Bendix var også involveret i det nu fallerede projekt i Frederikssund om Vinge - en sag der har kostet Frederikssund Kommune et tab på over 170 mio. kr. Frederikssunds borgmester John Schmidt Andersen har i den sammenhæng luftet muligheden for, at løfte et erstatningsansvar overfor kommunens rådgivere - navnlig Per Bendix og advokatfirmaet Horten . Netavisen Folkets Avis har i den sammenhæng rettet en skarp kritik af Per Bendix' generelle metode med at opkræve betydelige kommunale honoraer udenom udbudssystemerne . En lignende kritik blev fremført af DR i januar 2018 
Per Bendix var også bestyrelsesformand for DDTV, et selskab ejet af Telenor, som forsøgte at vinde gatekeeperrollen på det jordbaserede sendenet,  en skønhedskonkurrence der i sidste ende blev vundet af Boxer TV. Senest er han involveret i et projekt  i Grønland, hvor der skal investeres i en ny by og et stadion - angiveligt til en samlet sum af 4-5 milliarder kroner. Projektet er så vidt vides stadig på idéstadiet 